# 달려라 내 풍선
《달려라 내 풍선》은 MBC에서 1980년 9월 1일부터 같은 해 12월 30일까지 방영되었던 어린이 연속극이다.

## 등장 인물
- 신민경
- 황치훈
- 김민희
- 손창호
- 임예진
- 정욱
- 김혜자
- 윤유선